# Список зарубежных поездок президента Токаева
В списке приводятся зарубежные поездки Касым-Жомарта Кемелевича Токаева в периоды, когда он занимает должность президента Казахстана.

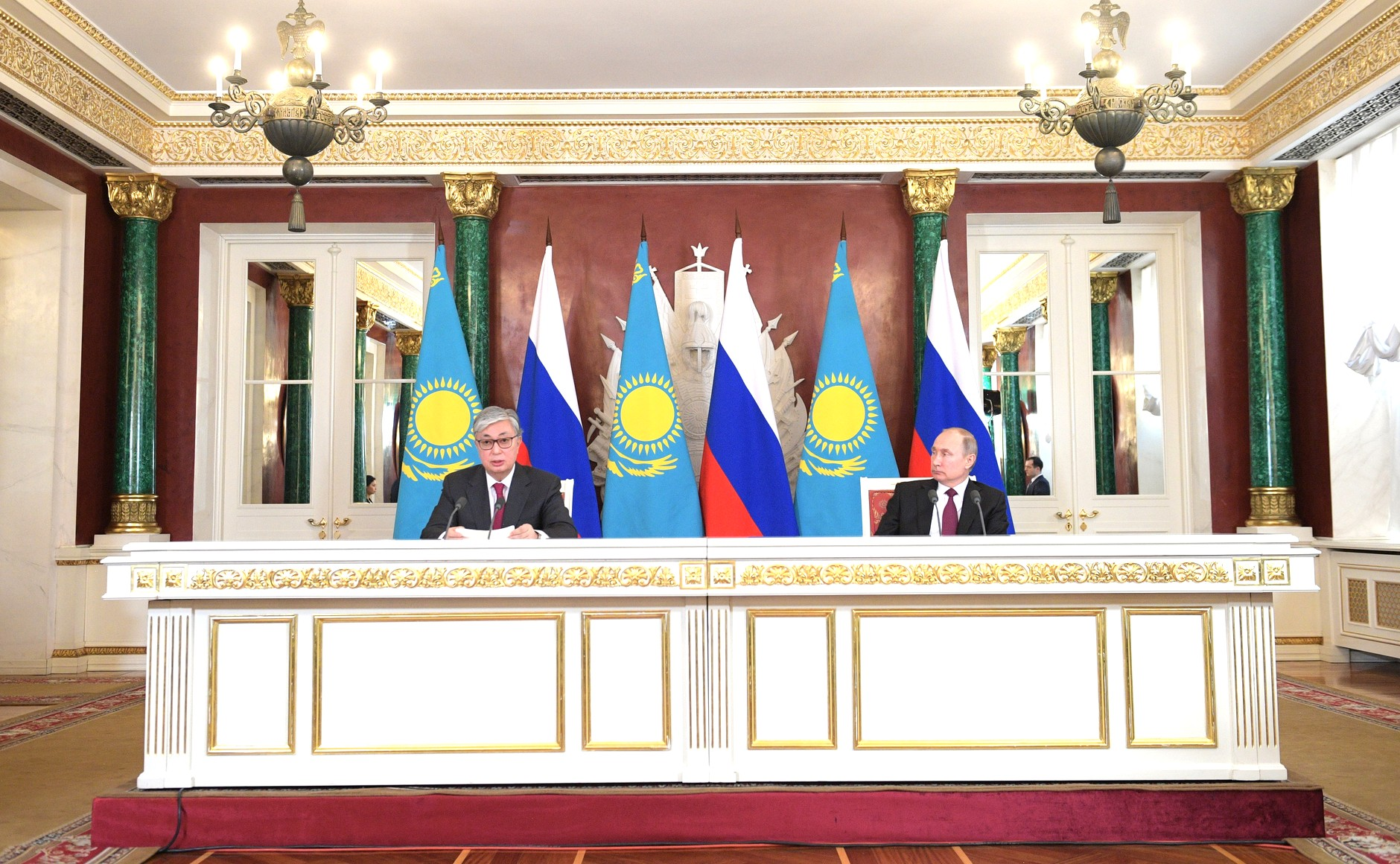
Касым-Жомарт Токаев и Владимир Путин во время пресс-конференции в Московском Кремле

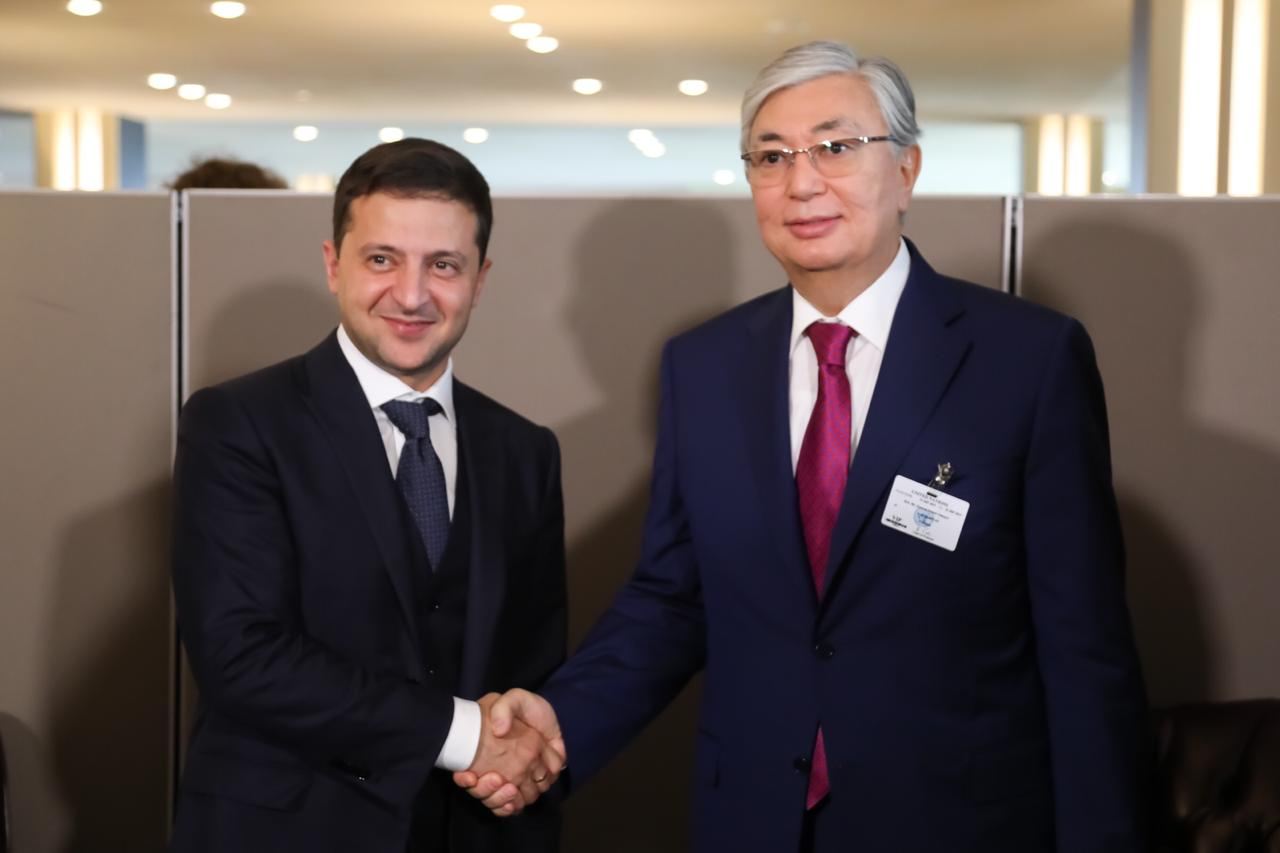
Касым-Жомарт Токаев и Владимир Зеленский в Нью-Йорке

## Первый президентский срок (2019—2022)

### 2019 год

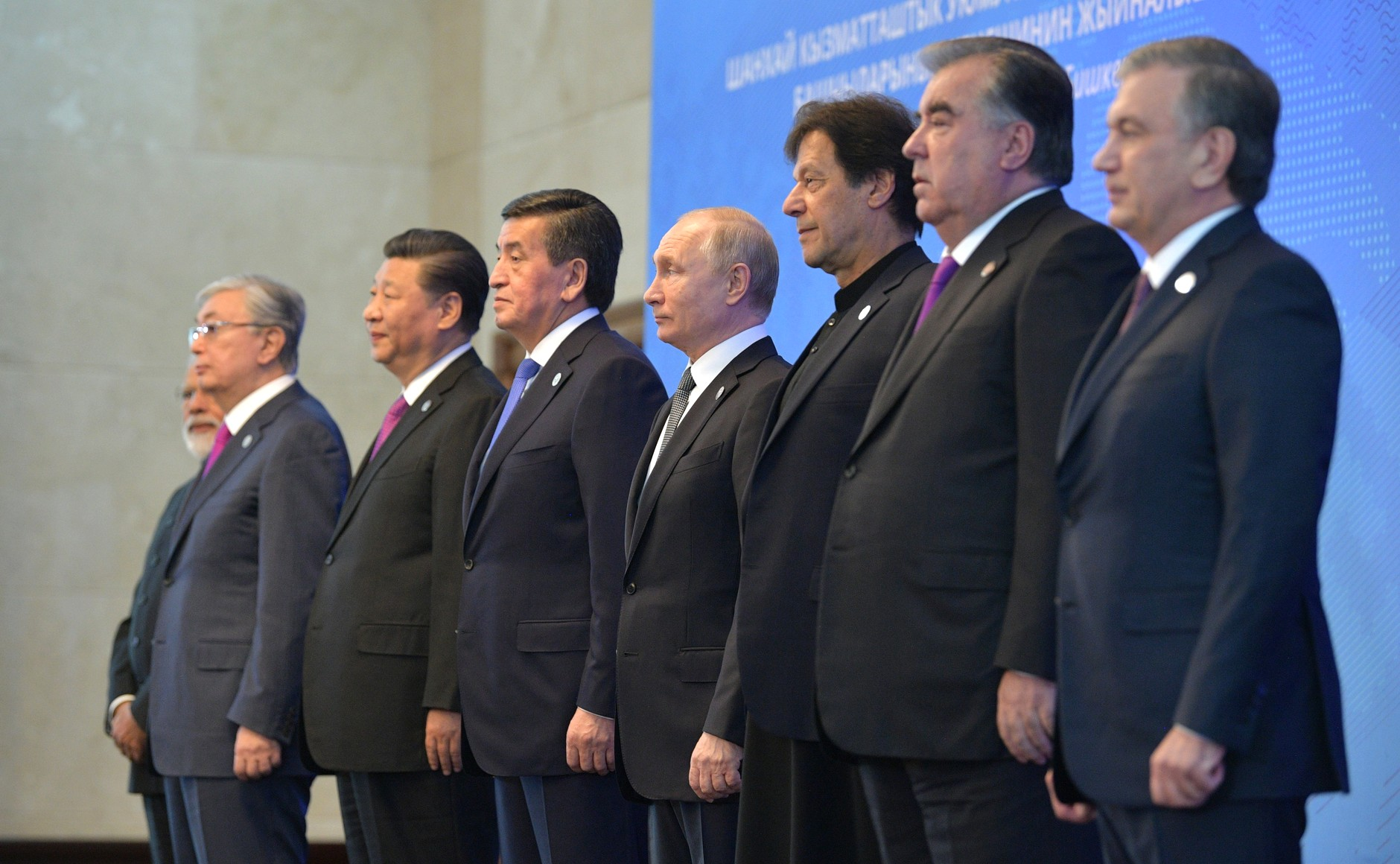
Касым-Жомарт Токаев (крайний слева) на саммите ШОС в Бишкеке, 14 июня 2019 года

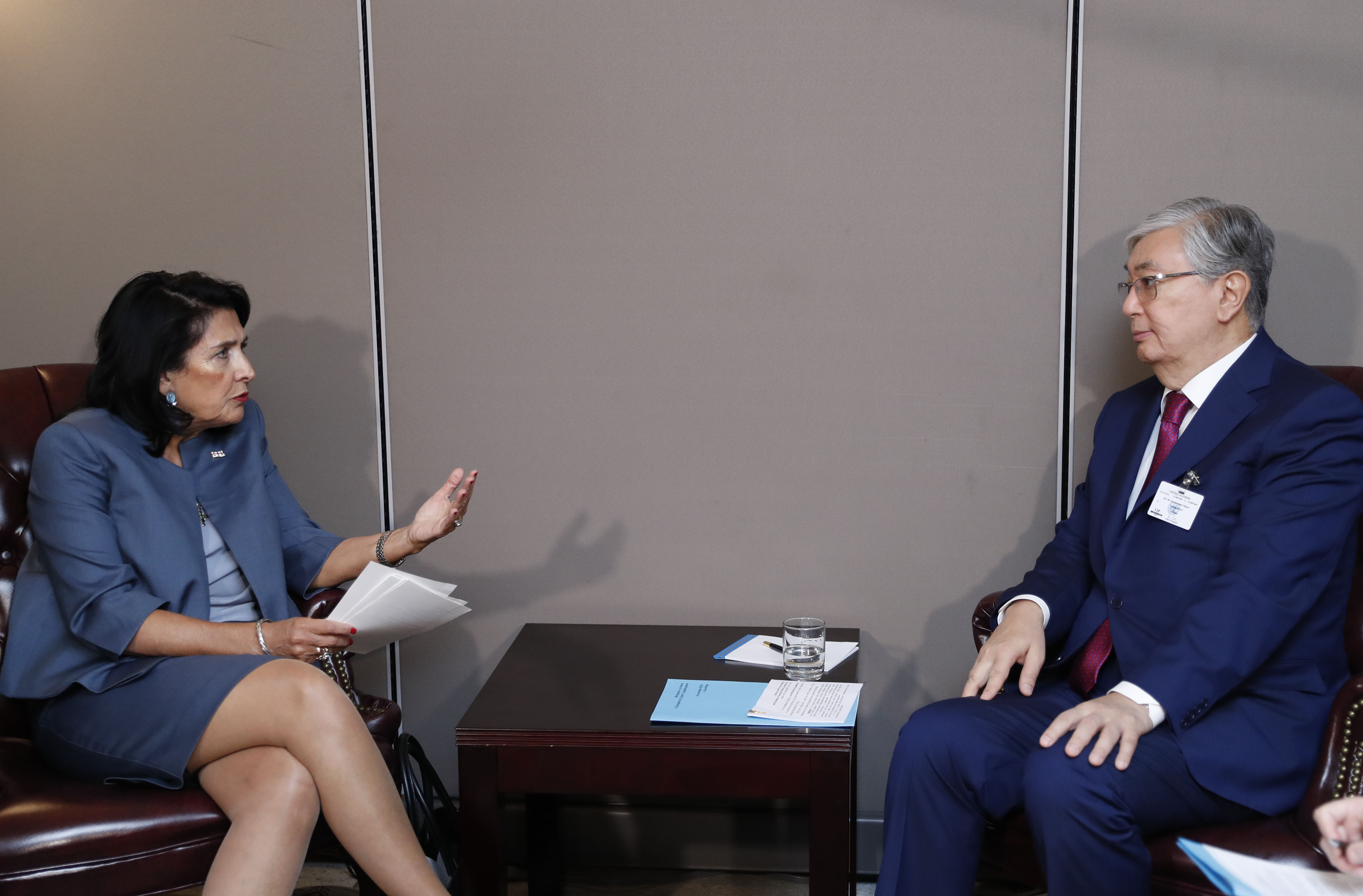
Касым-Жомарт Токаев на встрече с президентом Грузии Саломе Зурабишвили в рамках 74-й сессии Генеральной Ассамблеи ООН, Нью-Йорк, 25 сентября 2019 года

- 3—4 апреля — официальный визит в Москву. Первый зарубежный визит после вступления в должность главы государства[1]. Встречи с президентом России Владимиром Путиным[2], председателем Совета Федерации Валентиной Матвиенко[3]. Возложение венка к могиле Неизвестного солдата в Александровском саду у Кремлёвской стены[4].
- 14—15 апреля — государственный визит в Ташкент[5]. Встреча с президентом Узбекистана Шавкатом Мирзиёевым[6]. Возложение цветов к монументу независимости и гуманизма[7]. Участие в церемонии открытия Года Казахстана в Узбекистане[8].
- 13—14 июня — визит в Бишкек. Участие в заседании Совета глав государств — членов Шанхайской организации сотрудничества[9][10]. Встречи с президентами Кыргызстана — Сооронбаем Жээнбековым[11] и Афганистана — Ашрафом Гани[12], председателем КНР Си Цзиньпином[13].
- 14—15 июня — визит в Душанбе[14]. Выступление на пленарном заседании глав делегаций государств и международных организаций, принимающих участие в V саммите Совещания по взаимодействию и мерам доверия в Азии. Встречи с президентом Таджикистана Эмомали Рахмоном[15], эмиром Катара Тамимом Бен Хамадом Аль Тани[16].
- 11—12 сентября — государственный визит в Китай[17]:
  - Пекин — встречи с председателем КНР Си Цзиньпином[18], премьер-министром КНР Ли Кэцяном[19], председателем Постоянного комитета Всекитайского собрания народных представителей Ли Чжаньшу[20], членом Политбюро ЦК КПК — начальником Канцелярии руководящей группы по иностранным делам Ян Цзечи[21]. Встреча с представителями деловых кругов Китая[22]. Участие в шестом заседании Казахстанско-Китайского делового совета[23].
  - Ханчжоу — встречи с секретарём парткома КПК провинции Чжэцзян Чэ Цзюнем[24] и основателем Alibaba Group Джеком Ма[25], посещение культурных достопримечательностей города[26].
- 23—25 сентября — визит в Нью-Йорк. Участие в Общих дебатах 74-й сессии Генеральной Ассамблеи ООН[27][28]. Встречи с генеральным секретарём ООН Антониу Гутерришем[29], президентами США — Дональдом Трампом[30], Швейцарии — Ули Маурером[31], Болгарии — Руменом Радевым[32], Украины — Владимиром Зеленским[33], Молдовы — Игорем Додоном[34], Грузии —  Саломе Зурабишвили[35], Польши — Анджеем Дудой[36] и Финляндии — Саули Ниинистё[37], премьер-министром Люксембурга Ксавье Беттелем[38], королём Иордании Абдаллой II[39]. Встреча с капитанами бизнеса США[40].
- 1 октября — рабочий визит в Ереван[41]. Участие в заседании Высшего Евразийского экономического совета[42]. Встречи с премьер-министрами Армении — Николом Пашиняном[43] и Сингапура — Ли Синьлуном[44], президентами Беларуси — Александром Лукашенко[45] и Ирана — Хасаном Рухани[46].
- 3 октября — визит в Сочи[47]. Участие в пленарной сессии XVI Ежегодного заседания Международного дискуссионного клуба «Валдай»[48]. Встреча с президентом России Владимиром Путиным[49].
- 11 октября — визит в Ашхабад[50]. Встреча с президентом Туркменистана Гурбангулы Бердымухамедовым[51]. Участие в заседании Совета глав государств СНГ[52].
- 7 ноября — визит в Омск[53]. Участие в работе XVI Форума межрегионального сотрудничества России и Казахстана[54]. Встреча с президентом России Владимиром Путиным[55]. Посещение центра «Эрмитаж-Сибирь»[56].
- 27—28 ноября — государственный визит в Бишкек[57]. Участие в сессии Совета коллективной безопасности ОДКБ[58]. Встреча с президентом Кыргызстана Сооронбаем Жээнбековым[59].
- 5—6 декабря — официальный визит в Берлин[60]. Встречи с канцлером Германии Ангелой Меркель[61], экс-канцлерами ФРГ Герхардом Шрёдером[62] и Хорстом Кёлером[63], федеральным президентом Франком-Вальтером Штайнмайером[64], представителями немецкого бизнеса и ведущих немецких компаний.

### 2020 год

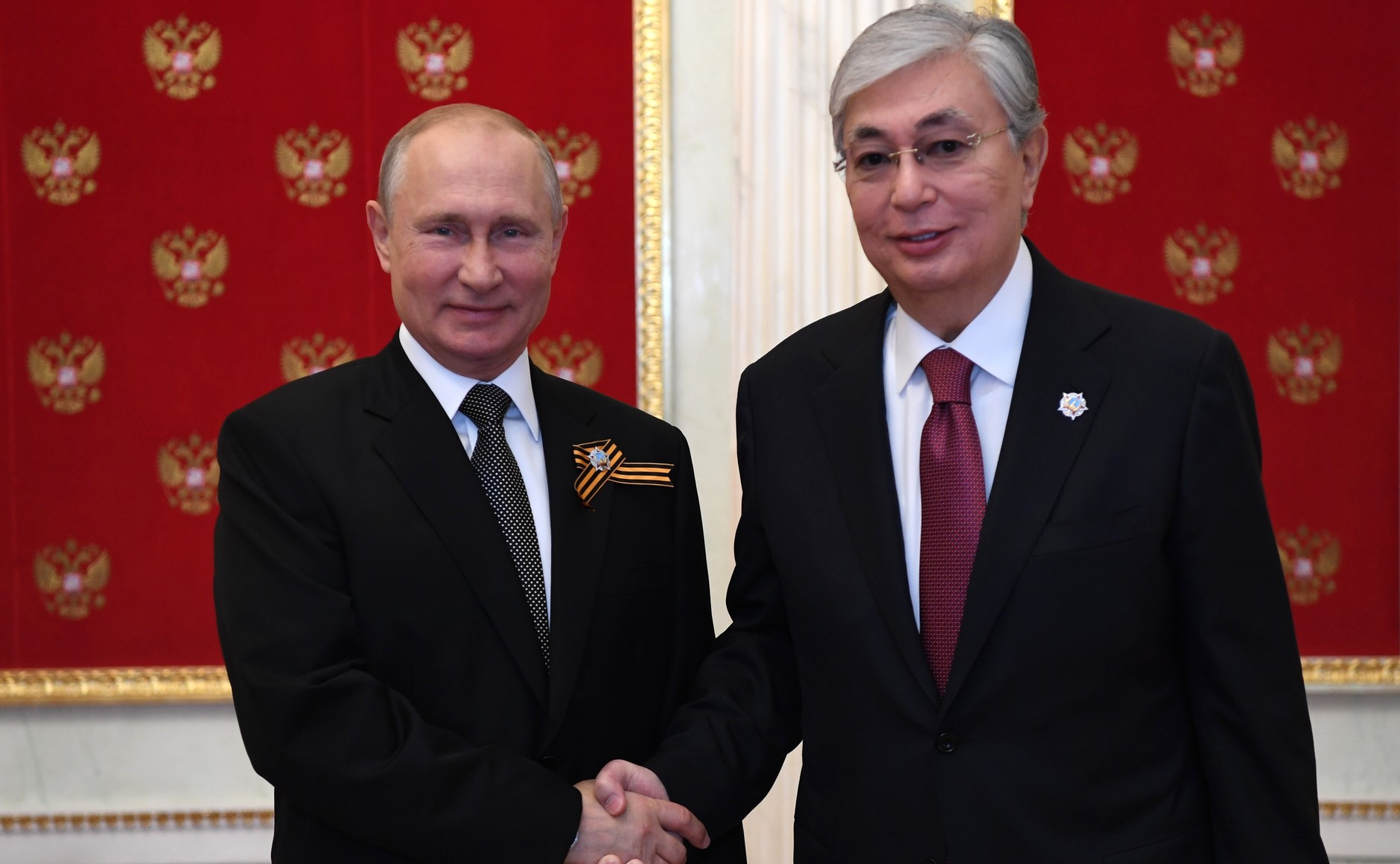
Касым-Жомарт Токаев и Владимир Путин перед парадом на Красной площади в честь 75-летия Великой Победы, Москва, 24 июня 2020 года

- 27—28 января — официальный визит в ОАЭ[65]. Встречи  с наследным принцем Абу-Даби шейхом Мухаммедом бен Заидом Аль Нахаяном[66], вице-президентом, премьер-министром ОАЭ, правителем Дубая шейхом Мухаммедом бен Рашидом Аль Мактумом[67], представителями деловых кругов ОАЭ.
- 14—15 февраля — визит в Мюнхен. Участие в 56-й Мюнхенской конференции по безопасности[68]. Встречи с генеральным секретарём ОЭСР Хосе Анхелем Гурриа[69], президентами Афганистана — Ашрафом Гани[70] и Азербайджана — Ильхамом Алиевым[71], премьер-министрами Канады — Джастином Трюдо[72] и Кувейта — шейхом Сабахом Халидом аль-Хамадом ас-Сабахом[73], а также с главами ряда международных организаций[74] и руководителями крупных германских компаний[75].
- 24 июня — визит в Москву. Участие в параде на Красной площади в честь 75-летия Великой Победы[76]. Возложение венков к могиле Неизвестного солдата в Александровском саду.

### 2021 год
- 19—20 мая — официальный визит в Душанбе[77]. Встречи с президентом Таджикистана Эмомали Рахмоном[78], премьер-министром Кохиром Расулзодой[79], председателем Палаты Представителей Высшего Собрания Махмадтоиром Зокирзодой[80]. Возложение венка к монументу Исмоилу Сомони[81].
- 5—6 августа — рабочий визит в Туркменбашы[82]. Встречи с президентами Туркменистана — Гурбангулы Бердымухамедовым[83] и Кыргызстана — Садыром Жапаровым[84]. Участие в консультативной встрече глав государств Центральной Азии[85]. Посещение выставок промышленной продукции и национальных блюд стран Центральной Азии[86].
- 16—18 августа — государственный визит в Сеул[87]. Встречи с президентом Южной Кореи Мун Чжэ Ином[88], бывшим генеральным секретарём ООН Пан Ги Муном[89]. Возложение венка к Монументу павшим за Родину[90]. Участие в церемонии открытия бюста Абая Кунанбаева[91]. Участие в казахско-корейском круглом столе[92]. Участие в церемонии, посвященной памяти национального героя корейского народа Хон Бом До[93].
- 21 августа — рабочий визит в Москву. Встреча с президентом России Владимиром Путиным[94].
- 15—17 сентября — визит в Душанбе[95]. Участие в заседании Совета глав государств — членов Шанхайской организации сотрудничества[96], сессии Совета коллективной безопасности ОДКБ[97] и совместном заседании глав государств — членов ШОС и ОДКБ[98]. Встречи с президентами Таджикистана — Эмомали Рахмоном[99] и Ирана — Ибрагимом Раиси[100], премьер-министром Пакистана Имран Ханом[101].
- 24—25 октября — государственный визит в Ашхабад[102]. Встреча с президентом Туркменистана Гурбангулы Бердымухамедовым[103]. Возложение венка к монументу независимости[104]. Посещение Ахалтекинского конного комплекса[105], мемориального комплекса «Народная память» и музея «Святость Родины»[106].
- 11—12 ноября — рабочий визит в Стамбул (Турция). Участие в VIII саммите Совета сотрудничества тюркоязычных государств[107]. Встречи с генеральным секретарём ССТГ Багдадом Амреевым[108] и премьер-министром Венгрии Виктором Орбаном[109].
- 25—26 ноября — официальный визит в Брюссель[110]. Встречи с королём Бельгии Филиппом[111], премьер-министром Александром Де Кроо[112], председателем Европейского совета Шарлем Мишелем[113], президентом Европейской комиссии Урсулой фон дер Ляйен[114] и руководителями европейских компаний[115].
- 28—30 ноября — официальный визит в Швейцарию[116]. Встречи с федеральным президентом Ги Пармеланом[117], генеральным директором ВТО Нгози Оконджо-Ивеалой[118], президентом Международного комитета Красного Креста Петером Маурером[119], генеральным директором отделения ООН в Женеве Татьяной Валовой[120], генеральным директором ВОЗ Тедросом Адханомом Гебрейесусом[121]. Участие в инвестиционном круглом столе[122] и специальной сессии ВОЗ[123].
- 28 декабря — рабочий визит в Санкт-Петербург[124]. Участие в неформальной встрече глав государств СНГ[125]. Встреча с президентом России Владимиром Путиным[126].

### 2022 год
- 3—5 февраля — рабочий визит в Пекин[127]. Участие в церемонии открытия XXIV Зимних Олимпийских игр[128]. Встреча с председателем КНР Си Цзиньпином[129].
- 10—11 февраля — рабочий визит в Россию:
  -  Москва — встречи с президентом Владимиром Путиным[130] и председателем правительства Михаилом Мишустиным[131].
  -  Татарстан[132] — встреча с главой республики Рустамом Миннихановым[133]. Посещение Казанского кремля[134], нефтеперерабатывающего комплекса ТАНЕКО (Нижнекамск)[135] и автозавода КАМАЗ (Набережные Челны)[136].
- 10—11 мая — государственный визит в Анкару[137]. Встречи с президентом Турции Реджепом Тайипом Эрдоганом[138] и руководителями крупнейших компаний страны[139]. Посещение мавзолея Ататюрка[140], национальной библиотеки[141].
- 15 мая — визит в Абу-Даби. Встреча с президентом ОАЭ шейхом Мухаммедом бен Заидом Аль Нахаяном[142].
- 15—16 мая — визит в Москву[143]. Участие в сессии Совета коллективной безопасности ОДКБ, приуроченной к 30-летию подписания Договора о коллективной безопасности и 20-летию создания Организации[144]. Встреча с президентом России Владимиром Путиным[145].
- 17 июня — визит в Санкт-Петербург[146]. Участие в работе юбилейного 25-го Петербургского международного экономического форума[147]. Встречи с президентом России Владимиром Путиным[148], главами Татарстана — Рустамом Миннихановым[149] и Башкортостана — Радием Хабировым[150].
- 19 июня — официальный визит в Тегеран[151]. Встреча с президентом Ирана Ибрагимом Раиси[152].
- 21 июня — визит в Доху[153]. Встречи с эмиром Катара Тамимом Бен Хамадом Аль Тани[154] и премьер-министром Грузии Ираклием Гарибашвили[155]. Участие в Катарском экономическом форуме[156][157].
- 29 июня — рабочий визит в Ашхабад[158]. Встречи с президентом Туркменистана Сердаром Бердымухамедовым[159] и председателем Халк Маслахаты Милли Генгеша Гурбангулы Бердымухамедовым[160]. Участие в VI Каспийском саммите[161].
- 20—21 июля — визит в Чолпон-Ату (Кыргызстан)[162]. Участие в IV консультативной встрече глав государств Центральной Азии[163].
- 23—24 июля — официальный визит в Джидду[164]. Встречи с наследным принцем Саудовской Аравии Мухаммедом бен Салманом бен Абдельазизом Аль Саудом[165], представителями деловых кругов[166] и руководителями крупнейших компаний[167] королевства, генеральным секретарем Организации исламского сотрудничества Хиссейном Брахимом Тахой[168], президентом Исламского банка развития Мухаммадом Сулейманом Аль-Джассером[169].
- 19 августа — рабочий визит в Сочи[170]. Встреча с президентом России Владимиром Путиным[171].
- 24 августа — официальный визит в Баку[172]. Встреча с президентом Азербайджана Ильхамом Алиевым[173].
- 15—16 сентября — рабочий визит в Самарканд (Узбекистан)[174]. Участие в заседании Совета глав государств — членов Шанхайской организации сотрудничества[175]. Встречи с президентом Ирана Ибрагимом Раиси[176] и премьер-министром Пакистана Шахбазом Шарифом[177].
- 19—21 сентября — официальный визит в Нью-Йорк (США)[178]. Участие в Общих дебатах 77-й сессии Генеральной Ассамблеи ООН[179]. Встреча с генеральным секретарём ООН Антониу Гутерришем[180], а также проведение ряда встреч на высоком уровне. Участие в Глобальном саммите по продовольственной безопасности[181]. Встречи с руководителями крупных американских компаний[182]. Участие в работе казахско-американского инвестиционного круглого стола[183].
- 7 октября — визит в Санкт-Петербург (Россия). Участие в неформальной встрече глав государств СНГ[184].
- 10—11 ноября — рабочий визит в Самарканд (Узбекистан)[185]. Участие в саммите Организации тюркских государств (ОТГ)[186]. Встреча с премьер-министром Венгрии Виктором Орбаном[187].
- 23 ноября — рабочий визит в Ереван (Армения)[188]. Участие в сессии Совета коллективной безопасности ОДКБ[189].

## Второй президентский срок (2022—настоящее время)

### 2022 год
- 27—28 ноября — официальный визит в Москву[190]. Первый зарубежный визит после вступления в должность главы государства[191]. Встречи с президентом России Владимиром Путиным[192] и председателем правительства Михаилом Мишустиным[193]. Возложение венка к могиле Неизвестного солдата в Александровском саду у Кремлёвской стены[194]. Участие в XVIII форуме межрегионального сотрудничества в Оренбурге (в режиме видеоконференцсвязи)[195].
- 29—30 ноября — официальный визит в Париж[196]. Встречи с президентом Франции Эмманюэлем Макроном[197], основателем Французского института международных отношений Тьерри де Монбриалем[198], председателем сената Жераром Ларше[199], генеральным секретарём ОЭСР Матиасом Корманом[200], капитанами бизнеса Франции[201] и руководителями крупных французских компаний[202].
- 9 декабря — рабочий визит в Бишкек (Кыргызстан)[203]. Участие в заседании Высшего Евразийского экономического совета[204].
- 21—22 декабря — государственный визит в Ташкент[205]. Встреча с президентом Узбекистана Шавкатом Мирзиёевым[206]. Возложение цветов к монументу независимости[207]. Посещение мавзолея Толе би[208].
- 26—27 декабря — рабочий визит в Санкт-Петербург (Россия)[209]. Участие в неформальной встрече глав государств — участников СНГ[210]. Посещение Государственного Русского музея[211].

### 2023 год
- 15—18 января — официальный визит в Абу-Даби[212]. Встречи с президентом ОАЭ шейхом Мухаммедом бен Заидом Аль Нахаяном[213], заместителем Премьер-министра ОАЭ шейхом Мансуром бен Заидом Аль Нахаяном[214]. Участие в работе саммита «Неделя устойчивого развития Абу-Даби»[215][216], инвестиционном круглом столе Казахстан — ОАЭ[217].
- 15—17 марта — рабочий визит в Анкару[218]. Участие во внеочередном саммите Организации тюркских государств[219]. Встреча с президентом Турции Реджепом Тайипом Эрдоганом[220].
- 8—9 мая — рабочий визит в Россию[221]:
  -  Тверская область — возложение цветов к Мемориальному комплексу воинам-казахстанцам[222], братской могиле в деревне Трубино Ржевского района[223] и Ржевскому мемориалу Советскому Солдату[224].
  -  Москва — участие в параде победы на Красной площади и возложении цветов к могиле Неизвестного солдата в Александровском саду у Кремлёвской стены[225].
- 17—19 мая — государственный визит в Сиань (Китай)[226]. Встреча с председателем КНР Си Цзиньпином[227]. Участие в I саммите «Китай — Центральная Азия»[228], казахско-китайском инвестиционном круглом столе[229], церемонии запуска строительства логистического центра Казахстана в сухом порту города Сиань[230] и открытия генконсульства республики[231].
- 24—25 мая — визит в Москву[232]. Участие во II Евразийском экономическом форуме[233] и заседании Высшего Евразийского экономического совета[234].
- 2 июня — визит в Чолпон-Ату (Кыргызстан)[235]. Участие во II саммите «Центральная Азия — Европейский Союз»[236]. Встреча с председателем Европейского совета Шарлем Мишелем[237].
- 3 июня — рабочий визит в Анкару[238]. Участие в церемонии инаугурации Президента Турции Реджепа Тайипа Эрдогана[239].
- 19—20 июля — рабочий визит в Джидду. Участие в I саммите «Центральная Азия + Совет сотрудничества арабских государств Залива»[240]. Встречи с наследными принцами Саудовской Аравии — Мухаммедом бен Салманом бен Абдельазизом Аль Саудом[241] и Кувейта — шейхом Мешалем аль-Ахмедом аль-Джабером Ас-Сабахом[242], президентом Таджикистана Эмомали Рахмоном[243].
- 20—22 августа — государственный визит во Вьетнам[244]:
  - Ханой — встречи с президентом Вьетнама Во Ван Тхыонгом[245], премьер-министром Фам Минь Тинем[246], председателем Национального собрания Выонг Динь Хюэ[247], генеральным секретарём ЦК Коммунистической партии Вьетнама Нгуен Фу Чонгом[248]. Возложение цветов к монументу национальным героям и мавзолею Хо Ши Мина на площади Ба Динь[249]. Посещение музея военной истории[250].
  - Хайзыонг — посещение керамической деревни[251].
  - Бакнинь — встречи с секретарем провинциального комитета, главой делегации депутатов Национального собрания провинции Нгуеном Ань Туаном[252], посещение производственного комплекса Goertek[253] и производственной площадки компании Hyosung Financial System Vina[254].
- 14—15 сентября — рабочий визит в Душанбе[255]. Встреча с президентом Таджикистана Эмомали Рахмоном[256]. Участие в V Консультативной встрече глав государств Центральной Азии[257] и заседании Совета глав государств – учредителей Международного фонда спасения Арала[258]. Посещение выставки «ЭКСПО Центральная Азия – 2023»[259].
- 17—21 сентября — рабочий визит в Нью-Йорк[260]. Участие в Общих дебатах 78-й сессии Генеральной Ассамблеи ООН[261], саммите «Центральная Азия — США»[262], cаммите ООН по Целям в области устойчивого развития[263], а также проведение ряда встреч на высоком уровне.
- 28—29 сентября — официальный визит в Берлин[264]. Встречи с канцлером Германии Олафом Шольцем[265], федеральным президентом Франком-Вальтером Штайнмайером[266] и президентом Шри-Ланки Ранилом Викрамасингхе[267]. Участие в саммите «Центральная Азия — Германия»[268], форуме Berlin Global Dialogue[269] и «круглом столе» деловых кругов Казахстана и Германии[270].
- 7 октября — рабочий визит в Москву. Участие в церемонии открытия транзита российского газа в Узбекистан через территорию Казахстана[271]. Встреча с президентом России Владимиром Путиным[272].
- 12—13 октября — рабочий визит в Бишкек (Кыргызстан)[273]. Участие в заседании Совета глав государств — участников СНГ[274].
- 16—18 октября — официальный визит в Пекин[275]. Встречи с председателем КНР Си Цзиньпином[276], премьером государственного совета КНР Ли Цяном[277], председателем Постоянного комитета Всекитайского собрания народных представителей Чжао Лэцзи[278], а также руководителями крупнейших компаний Китая. Участие в III Форуме высокого уровня «Один пояс, один путь»[279] и торжественной церемонии открытия бюста аль-Фараби на территории Пекинского университета языка и культуры[280]. Неформальная встреча с президентами России — Владимиром Путиным и Узбекистана — Шавкатом Мирзиёевым[281].
- 23 ноября — визит в Минск (Беларусь)[282]. Участие в сессии Совета коллективной безопасности ОДКБ[283][284].
- 23—24 ноября — рабочий визит в Баку[285]. Встреча с президентом Азербайджана Ильхамом Алиевым[286]. Участие в саммите глав государств – участников Специальной программы ООН для экономик Центральной Азии (СПЕКА)[287].
- 1—2 декабря — визит в Дубай[288]. Участие в COP28[289]. Встречи с министром инвестиций ОАЭ Мухаммедом аль-Сувейди[290] и председателем Совета директоров ACWA Power Мухаммадом Абунайяном[291].
- 25—26 декабря — визит в Санкт-Петербург (Россия)[292]. Участие в неформальной встрече глав государств СНГ[293] и заседании Высшего Евразийского экономического совета[294]. Посещение ряда культурных объектов города[295].

### 2024 год
- 17—19 января — официальный визит в Италию и Ватикан[296]. Встречи с президентом Италии Серджо Маттареллой[297], председателем совета министров Джорджей Мелони[298], Папой Римским Франциском[299], а также руководителями крупных итальянских компаний. Участие в инвестиционном круглом столе «Казахстан — Италия»[300].
- 13—14 февраля — государственный визит в Доху[301]. Встречи с эмиром Катара Тамимом Бен Хамадом Аль Тани[302], премьер-министром шейхом Мухаммедом бен Абдулрахманом Аль Тани[303], а также капитанами катарского бизнеса. Участие в казахско-катарском инвестиционном круглом столе[304].
- 21 февраля — рабочий визит в Казань (Татарстан, Россия)[305]. Встречи с президентом Владимиром Путиным[306] и генеральным директором ПАО «Татнефть» Наилем Магановым[307]. Участие в церемонии открытия международного мультиспортивного турнира «Игры будущего»[308].
- 11—12 марта — государственный визит в Азербайджан[309]:
  -  Баку — встреча с президентом Азербайджана Ильхамом Алиевым[310]. Участие в первом заседании Высшего межгосударственного совета Казахстана и Азербайджана[311] и церемонии по случаю прибытия контейнерного поезда из Сианя в Апшерон[312]. Возложение венка к могиле общенационального лидера Азербайджана Гейдара Алиева и к вечному огню на Аллее шехидов[313].
  - Физули[314] — ознакомление с генеральным планом развития города[315]. Участие в церемонии открытия Центра детского творчества имени Курмангазы[316]. Осмотр территории строительства городской центральной больницы[317].
  - Шуша — ознакомление с генеральным планом города и осмотр достопримечательностей[318].
- 27—29 марта — визит в Хайнань (Китай)[319]. Участие в сессии Боаоского азиатского форума[320]. Встречи с председателем Постоянного комитета Всекитайского собрания народных представителей Чжао Лэцзи[321], генеральными секретарями ШОС — Чжан Мином[322] и ОЭСР — Матиасом Корманом[323] и руководителями крупных китайских компаний.
- 5 апреля — рабочий визит в Хиву[324]. Неформальная встреча с президентом Узбекистана Шавкатом Мирзиёевым[325]. Совместное посещение ковроткацкой фабрики HIVA GILAMLARI[326] и исторических достопримечательностей города[327].
- 15 апреля — официальный визит в Ереван[328]. Встречи с премьер-министром Армении Николом Пашиняном[329], президентом Ваагном Хачатуряном[330], председателем парламента Аленом Симоняном[331].
- 8—9 мая — визит в Москву[332]. Участие в заседании Высшего Евразийского экономического совета[333] и параде победы на Красной площади[334].
- 22—24 мая — государственный визит в Сингапур[335]. Встречи с президентом Тарманом Шанмугаратнамом[336], премьер-министром Лоуренсом Вонгом[337], а также главами крупных международных компаний. Участие в работе казахстанско-сингапурского бизнес-форума[338], казахско-сингапурском форуме ректоров «Новые рубежи партнёрства в науке и высшем образовании»[339].
- 6 июля — рабочий визит в Шушу (Азербайджан)[340]. Участие в неформальном саммите Организации тюркских государств[341].
- 22—23 августа — государственный визит в Душанбе[342]. Встречи с президентом Таджикистана Эмомали Рахмоном[343], премьер-министром Кохиром Расулзодой[344], председателем Палаты Представителей Высшего Собрания Махмадтоиром Зокирзодой[345]. Посещение торжественного концерта по случаю открытия Дней культуры Казахстана в Таджикистане[346].
- 8 октября — рабочий визит в Москву[347]. Участие в заседании Совета глав государств СНГ[348][349].
- 10—11 октября — официальный визит в Ашхабад[350]. Встреча с президентом Туркменистана Сердаром Бердымухамедовым[351][352]. Возложение венка к монументу независимости[353]. Открытие памятника Абаю[354]. Участие в пленарном заседании Международного форума «Взаимосвязь времён и цивилизаций — основа мира и развития», посвящённого 300-летию со дня рождения выдающегося туркменского поэта и мыслителя Махтумкули Фраги[355].
- 23—24 октября — рабочий визит в Казань (Татарстан, Россия)[356]. Участие в XVI саммите БРИКС[357].
- 28—29 октября — государственный визит в Улан-Батор[358]. Встречи с президентом Монголии Ухнаагийном Хурэлсухом[359][360], премьер-министром Лувсаннамсрайном Оюун-Эрдэнэ[361], председателем Великого государственного хурала Дашзэгвийном Амарбаясгаланом[362]. Посещение национального музея Чингисхана[363].
- 4—5 ноября — государственный визит в Париж[364]. Встреча с президентом Франции Эмманюэлем Макроном[365]. Посещение выставки «Казахстан: Сокровища Великой степи» в национальном музее азиатских искусств — Гиме[366]. Участие в работе инвестиционного круглого стола[367]. Встреча с руководителями ряда крупных французских компаний. Государственный приём в Елисейском дворце[368].
- 6 ноября — визит в Бишкек (Кыргызстан)[369]. Участие в XI саммите Организации тюркских государств[370].
- 11—12 ноября — рабочий визит в Баку (Азербайджан)[371]. Участие в COP29[372]. Встречи с рядом глав государств и руководителей международных организаций.
- 18—19 ноября — официальный визит в Белград[373]. Встречи с президентом Сербии Александром Вучичем[374][375], премьер-министром Милошем Вучевичем[376]. Посещение выставки продукции сербской оборонной промышленности[377].
- 20 ноября — государственный визит в Будапешт[378]. Встречи с премьер-министром Венгрии Виктором Орбаном[379], президентом Тамашем Шуйоком[380], председателем государственного собрания Ласло Кёвером[381]. Участие в казахско-венгерском инвестиционном круглом столе[382]. Посещение матча Лиги Наций УЕФА Венгрия — Германия[383].
- 3 декабря — рабочий визит в Эр-Рияд[384]. Встречи с наследным принцем Саудовской Аравии Мухаммедом бен Салманом бен Абдельазизом Аль Саудом[385] и президентом Франции Эмманюэлем Макроном[386]. Участие в работе One Water Summit[387].
- 6—7 декабря — рабочий визит в Доху[388]. Участие в панельной сессии конференции Doha Forum[389]. Встреча с эмиром Катара Тамимом Бен Хамадом Аль Тани[390]. Встреча с руководителями ряда крупных катарских компаний.
- 25—26 декабря — рабочий визит в Санкт-Петербург (Россия). Участие в неформальной встрече глав государств — участников СНГ[391] и заседании Высшего Евразийского экономического совета[392][393].

### 2025 год
- 13—15 января — рабочий визит в Абу-Даби[394]. Встречи с президентами ОАЭ — шейхом Мухаммедом бен Заидом Аль Нахаяном[395] и Нигерии — Болой Ахмедом Тинубу[396], председателем совета министров Италии Джорджей Мелони[397] и представителями деловых кругов Эмиратов[398]. Участие в саммите «Неделя устойчивого развития Абу-Даби»[399].
- 18—19 февраля — официальный визит в Амман[400]. Встреча с королём Иордании Абдаллой II[401]. Посещение Иорданского музея[402].
- 3—4 апреля — рабочий визит в Самарканд[403]. Встречи с президентами Узбекистана — Шавкатом Мирзиёевым[404], Европейского банка реконструкции и развития — Одиль Рено-Бассо[405], Европейской комиссии — Урсулой фон дер Ляйен[406] и Европейского совета — Антониу Коштой[407]. Участие в саммите «Центральная Азия — Европейский Союз»[408] и международной конференции «Центральная Азия перед лицом глобальных климатических угроз»[409].
- 8—9 мая — визит в Москву[410]. Встречи с президентами Венесуэлы — Николасом Мадуро[411] и Сербии — Александром Вучичем[412], премьер-министром Мьянмы Мин Аун Хлайном[413]. Участие в параде на Красной площади в честь 80-летия Великой Победы[414]. Возложение венков к могиле Неизвестного солдата в Александровском саду.
- 20—21 мая — визит в Будапешт[415]. Встреча с премьер-министром Венгрии Виктором Орбаном[416]. Участие в неформальном саммите Организации тюркских государств[417].
- 26—27 июня — визит в Минск (Беларусь)[418]. Участие в заседании Высшего Евразийского экономического совета[419][420] и IV Евразийском экономическом форуме[421].
- 28—29 июля — официальный визит в Анкару[422]. Посещение мавзолея Ататюрка[423]. Встречи с президентом Турции Реджепом Тайипом Эрдоганом[424], председателем правления YDA Holding Хусейном Арсланом[425], председателем совета директоров компании S Sistem Lojistik Хусейном Барлином[426], главным исполнительным директором Tiryaki Holding Сулейманом Тирьякиоглу[427], председателем совета директоров компании Orzax Group Сельманом Алимоглу[428]. Участие в 5-м заседании Совета стратегического сотрудничества высокого уровня Казахстана и Турции[429].
- 4—5 августа — визит в Авазу. Участие в работе Третьей конференции Организации Объединённых Наций по развивающимся странам, не имеющим выхода к морю[430][431][432] и неформальной встрече глав государств Центральной Азии[433]. Встреча с президентом Туркменистана Сердаром Бердымухамедовым[434]. Посещение выставочных павильонов стран Центральной Азии[435].